# Consolida aconiti
Consolida aconiti là một loài thực vật có hoa trong họ Mao lương. Loài này được (L.) Lindl. mô tả khoa học đầu tiên năm 1851.